# Cerro Miscanti
Cerro Miscanti é uma montanha localizada na região de Antofagasta do Chile, imediatamente ao sul de Chiliques e norte de Miñiques. Ele ergue sobre a Laguna Miscanti.23° 41′ S, 67° 43′ O